# Haniska, Prešov
Haniska este o comună slovacă, aflată în districtul Prešov din regiunea Prešov, pe malul râului Torysa⁠(d). Localitatea se află la altitudinea de 233 m deasupra n.m., se întinde pe o suprafață de 1,85 km2 și în 2017 număra 698 de locuitori.

## Istoric
Localitatea Haniska este atestată documentar din 1288.

## Demografie
| An:                | 1994 | 2004    | 2014    | 2024    |
| ------------------ | ---- | ------- | ------- | ------- |
| Număr de persoane: | 514  | 586     | 677     | 745     |
| Diferență:         |      | +14,00% | +15,52% | +10,04% |

| An:                | 2023 | 2024   |
| ------------------ | ---- | ------ |
| Număr de persoane: | 734  | 745    |
| Diferență:         |      | +1,49% |